# Русеній-де-Сус
Русеній-де-Сус (рум. Rusenii de Sus) — село у повіті Бакеу в Румунії. Входить до складу комуни Плопана.
Село розташоване на відстані 262 км на північ від Бухареста, 27 км на схід від Бакеу, 61 км на південний захід від Ясс, 148 км на північний захід від Галаца.

## Населення
За даними перепису населення 2002 року у селі проживали 212 осіб, усі — румуни. Усі жителі села рідною мовою назвали румунську.